# Trận chiến Đồi 60 (Gallipoli)
Trận chiến Đồi 60 là trận tấn công lớn cuối cùng của quân Đồng Minh nhắm vào quân Thổ Ottoman, trong Chiến dịch Gallipoli thuộc Chiến tranh thế giới thứ nhất, bắt đầu vào ngày 21 tháng 8 năm 1915. Cuộc tấn công này diễn ra cùng lúc với cuộc tấn công khác tại Đồi Scimitar ở bãi đổ bộ Suvla. Đồi 60 (người Thổ gọi là Kaiajik Aghala) là một ngọn đồi nhỏ ở cực bắc dãy Sari Bair có khả năng khống chế cuộc đổ bộ tai Suvla. Do đó, chiếm được ngọn đồi này cùng với Đồi Scimitar sẽ giúp bảo đảm một bãi đổ bộ thông suốt từ Anzac đến Suvla.
Quân Đồng Minh đã mở hai cuộc tấn công chính, lần đầu vào ngày 21 tháng 8 và lần thứ hai vào ngày 27 tháng 8. Cuộc tấn công đầu tiên chỉ chiếm được một phần nhỏ chân đồi và quân Ottoman vẫn giữ vững được cao điểm dù phe tấn công được tăng viện. Cuộc tấn công thứ hai vào ngày 27 tháng 8 chịu số phận tương tự khi các cuộc giao tranh diễn ra quanh đỉnh đồi kéo dài trong ba ngày kết thúc với việc quân Ottoman tiếp tục giữ vững được các vị trí đã được đào hào vững chắc.

## Hoàn cảnh trận đánh và sự chuẩn bị của các bên
Đến tháng 8 năm 1915, chiến dịch Gallipoli đã diễn ra trong tình trạng bế tắc hơn ba tháng và bộ chỉ huy quân Anh quyết định tiến hành một cuộc tổng tấn công mới với mục tiêu là dãy núi Sari Bair, cao điểm khống chế toàn bộ khu vực bán đảo đổ bộ. Tuy nhiên đến ngày 21 tháng 8, cuộc tổng tấn công này đã chính thức thất bại.
Trong bối cảnh đó, tướng Ian Standish Monteith Hamilton tiếp tục lên kế hoạch cho một cuộc tấn công nữa nhằm nối liền bãi đổ bộ từ Suvla đến Anzac. Mục tiêu của cuộc tấn công này là Đồi Scimitar và Đồi ‘W’ tại Suvla và một ngọn đồi mà người Thổ gọi là Kaiajik Aghala (người Anh gọi là Đồi 60). Việc chiếm giữ Đồi 60 sẽ giúp giúp cho hai bãi đổ bộ của Đồng Minh tại Suvla và Anzac được nối liền và việc liên lạc với nhau trở nên an toàn hơn (bãi đổ bộ Anzac cách vịnh Suvla 4 dặm về phía bắc và liên lạc với nhau thông qua một số tiền đồn thiết lập gần bờ biển).
Việc đánh chiếm Đồi 60 là một phần của cuộc tấn công trải rộng trên hai dặm từ Đồi 60 đến Hetman Chair, Đồi 70 và Oglu Tepe. Lực lượng quân Đồng Minh ban đầu tham gia cuộc tấn công do Trung tướng William Birdwood điều đến cho Thiếu tướng Herbert Cox bao gồm:
Trung đoàn Bộ binh cưỡi ngựa Canterbury (Canterbury Mounted Rifles Regiment) và Trung đoàn Bộ binh cưỡi ngựa Otago (Otago Mounted Rifles Regiment) thuộc Lữ đoàn Bộ binh cưỡi ngựa New Zealand (tổng cộng 400 người),
Tiểu đoàn 13 và 14 thuộc Lữ đoàn Bộ binh Úc số 4 (tổng cộng 500 người),
Hai tiểu đoàn lính Gurkha thuộc Lữ đoàn 29, Sư đoàn Ấn Độ số 10,
Tiểu đoàn 5 thuộc Trung đoàn Ái Nhĩ Lan Connaught Rangers (700 người), Tiểu đoàn 10 thuộc Trung đoàn Royal Hampshires (330 người) và Tiểu đoàn 4 thuộc Trung đoàn South Wales Borderers, tất cả thuộc về Sư đoàn Vương quốc Anh số 29.
Theo kế hoạch ban đầu, Lữ đoàn Bộ binh cưỡi ngựa New Zealand (NZMR) sẽ lãnh nhiệm vụ chiếm Đồi 60. Ở phía trái lính New Zealand, trung đoàn Connaught Rangers sẽ phải chiếm các giếng nước tại Kabak Kuyu và lính Gurkha chiếm các giếng nước tại Susak Kuyu. Ở phía phải, lữ đoàn lính Úc và trung đoàn Hampshires sẽ mở cuộc tấn công nghi binh để buộc quân Thổ phải đưa lính dự bị ra.
Về phía quân Thổ, vào ngày 7 tháng 8 khi cuộc tấn công chính của quân Đồng Minh diễn ra ở Suvla, Đồi 60 ở trong tình trạng gần như không được bảo vệ. Tuy nhiên cuộc đổ bộ đã đánh động quân Thổ và lính Thổ bắt đầu được tăng viện. Các chiến hào được đào quanh đỉnh đồi trong đó chiến hào chính bao quanh bảo vệ những giếng nước. Tại một cao điểm khác gần đó, lính Thổ thiết lập một ổ súng máy và nhiều chiến hào cho bộ binh để kiểm soát khu vực đồi. Ngoài ra, một yếu tố khác không hề được quân Anh chú ý nhưng có tính chất then chốt là các giếng nước không hề quá quan trọng như người Anh nghĩ vì quân Thổ chỉ cần đào sơ dưới lớp cát là có nước để uống. Vào ngày 12 tháng 8, một trung đoàn lính Anh có ý định đánh chiếm các giếng nước tại Kabak Kuyu đã bị quân Thổ đẩy lùi, báo hiệu quân phòng thủ Thổ đã trong tư thế chuẩn bị sẵn sàng.

## Diễn biến

### 21-22 tháng 8
Sáng ngày 21 tháng 8, pháo binh của New Zealand vốn được dự tính sẽ yểm trợ cuộc tấn công Đồi 60 lại bị chuyển sang cho mặt trận Suvla. Cuộc tấn công vào Đồi 60, vì thế, bị hoãn lại 30 phút vì mong đợi sẽ có pháo binh yểm trợ. Thế nhưng trên thực tế Đồi 60 và các khu vực quanh đó không hề bị pháo kích và càng tệ hơn khi quân Thổ nhờ đó đã được cảnh báo về cuộc tấn công.
Cuộc tấn công diễn ra vào buổi chiều vì tin rằng mặt trời lặn sẽ khiến quân Thổ không thể nhìn thấy quân Đồng Minh tấn công từ hướng tây nam. Lính New Zealand bắt đầu di chuyển từ lúc 3 giờ 30 chiều và tiếp cận các vị trí quân Thổ. Một số lính Thổ thấy lính New Zealand đã bỏ các chiến hào đầu và rút lui về các chiến hào sau và đến 3 giờ 45, lính New Zealand đã chiếm được vị trí tiền tiêu. Lúc 4 giờ chiều, lính New Zealand đã đạt được mục tiêu ban đầu nhưng lữ đoàn Ấn Độ bên cánh trái và lữ đoàn Úc bên cánh phải đều không theo kịp.
Ở cánh trái, Trung đoàn Ái Nhĩ Lan Connaught Rangers cũng đã chiếm được mục tiêu đầu tiên, các giếng nước tại Kabak. Chuẩn tướng Andrew Hamilton Russell, chỉ huy trưởng NZMR ra lệnh cho lính Úc tiến lên và trung đoàn Connaughts sẽ hỗ trợ ở cánh trái. Mặc dù chỉ có Đại đội A được lệnh tham gia tấn công, trên thực tế toàn bộ các đại đội của Trung đoàn Connaughts đã có mặt trong cuộc tấn công. Sau khi vượt qua được tuyến chiến hào đầu tiên ở phía tây ngọn đồi, cuộc tấn công của lính Ái Nhĩ Lan bị chặn lại bởi hỏa lực súng trường, súng máy và pháo từ trên đỉnh đồi rót xuống. Những người còn sống sót củng cố vị trí tại tuyến chiến hào đầu tiên và đến 5 giờ 15 được lính Gurkha đến hỗ trợ để bảo vệ và bố phòng các giếng nước chiếm được.
Ở cánh phải, cuộc tấn công diễn ra khó khăn hơn. Khi lữ đoàn Úc và trung đoàn Hampshires phải băng qua thung lũng Kaiajik Dere, nơi bị các chiến hào và pháo binh Thổ khống chế. Hai tiểu đoàn Úc gặp tổn thất nặng nề khi bị súng máy quân Thổ từ một cao điểm gần đó (Đồi 100) đốn gục hàng loạt nên không tiến lên được. Những người may mắn đến được nơi an toàn bắt đầu đào hào lúc 5 giờ chiều. Đạn pháo của quân Thổ gây cháy các bụi cây và nhiều thương binh do đó bị thiêu chết. Phải đến 7 giờ tối, Trung đoàn Connaughts mới gặp được lính New Zealand trong khi Lữ đoàn Úc số 4 vẫn còn ở khoảng cách xa và không thể liên lạc được trong suốt đêm hôm đó.
Tình trạng bế tắc và thương vong lớn của các đơn vị tấn công (như Trung đoàn Connaught Rangers đã mất 157 sĩ quan và lính) buộc phe tấn công quyết định cần tăng viện mới có thể chiếm được Đồi 60. Sáng ngày 22 tháng 8, Tiểu đoàn Úc số 18, thuộc Sư đoàn Úc số 2, một đơn vị chưa hề có bất kỳ kinh nghiệm chiến đấu nào và mới chỉ có mặt ở Gallipoli hai ngày, được giao lệnh tấn công Đồi 60. Tiểu đoàn trưởng Alfred Ernest Chapman được thông báo sẽ phải tấn công với nỗ lực cao nhất mà không có pháo yểm trợ. Cuộc tấn công do đó chỉ được tiến hành hoàn toàn bằng lưỡi lê. Nhóm thứ nhất của Tiểu đoàn 18 lao về phía trước thông qua khe hở của một hàng rào cây bụi và an toàn tiếp cận được một chiến hào vừa mới đào của quân Thổ. Tuy nhiên ngay khi nhóm thứ hai đến đứng đằng sau hàng rào, lính Thổ bắt đầu nã đạn súng máy. Đến 10 giờ sáng ngày 22 tháng 8, cuộc tấn công của Tiểu đoàn 18 kết thúc thất bại và tiểu đoàn chịu thương vong đến 383 người (trong đó có 190 người chết) trên tổng quân số ban đầu 760 người.
Kết thúc cuộc tấn công ngày 21-22 tháng 8, kết quả duy nhất mà quân Đồng Minh đạt được là lính New Zealand chiếm một phần đường hào tại Đồi 60, trong khi quân Thổ ra sức đào hào và biến phần còn lại của Kaiajik Aghala (Đồi 60) thành một vị trí cố thủ vững chắc. Tổng cộng 3.985 lính của đế chế Anh đã tham gia tấn công Đồi 60 và đã có 1.302 người chết, bị thương hay mất tích. Trung đoàn Canterburys thiệt hại 58% quân số còn con số này của trung đoàn Otagos là 65%.

### 29 tháng 8
Sau nỗ lực bất thành ngày 21 và 22 tháng 8, quân Đồng Minh vẫn quyết định mở lại cuộc tấn công Đồi 60 do việc quân Thổ còn kiểm soát cao điểm khiến việc chuyển quân và tiếp liệu giữa khu vực Anzac và Suvla vẫn không được an toàn. Trong thời gian giữa hai đợt tấn công, quân Thổ đã xây dựng được một hệ thống chiến hào phức tạp tại Đồi 60. Đội hình quân Đồng Minh được sắp xếp như sau: ở cánh phải là 250 lính Ái Nhĩ Lan của Trung đoàn Connaught Rangers, ở giữa là lính và Tiểu đoàn 18 Úc, bên cánh trái là Lữ đoàn Úc.
5 giờ sáng ngày 27 tháng 8, Lữ đoàn Úc số 4 gồm ba tiểu đoàn 13, 14 và 15 mở màn cuộc tấn công nhưng nhanh chóng chịu thương vong nặng đến 2/3 quân số và gần như mất toàn bộ sĩ quan bởi hỏa lực quân Thổ. Tình cảnh trung đoàn Ái Nhĩ Lan cũng không khá hơn khi 152/250 người bị loại khỏi vòng chiến và ở trung tâm lính New Zealand tiến lên một cách khó nhọc. Đêm 27 tháng 8, Trung đoàn Ngựa Hạng nhẹ (Light Horse Regiment) số 9, thuộc Lữ đoàn Ngựa Hạng nhẹ số 3 được đưa đến tăng viện. Một nhóm quân 75 người do trung tá Carew Reynell chỉ huy bị lạc đường và sau cùng bị súng máy quân Thổ tiêu diệt nhiều người, trong đó có cả Reynell.
Đêm ngày 28-29, Trung đoàn Ngựa Hạng nhẹ số 10 giao tranh ác liệt với quân Thổ để tiến sát đến đỉnh đồi đồng thời ngăn cả quân Thổ phản công. Trung úy Hugo Throssell là người Úc cuối cùng tại Gallipoli giành được Huân chương Victoria do thành tích xuất sắc trong trận này. Nhiều chiến hào tại đỉnh đồi bị quân Đồng Minh chiếm nhưng quân Thổ vẫn giữ được những vị trí trọng yếu. Ngày 29 tháng 8, trận đánh chính thức chấm dứt.

## Kết quả

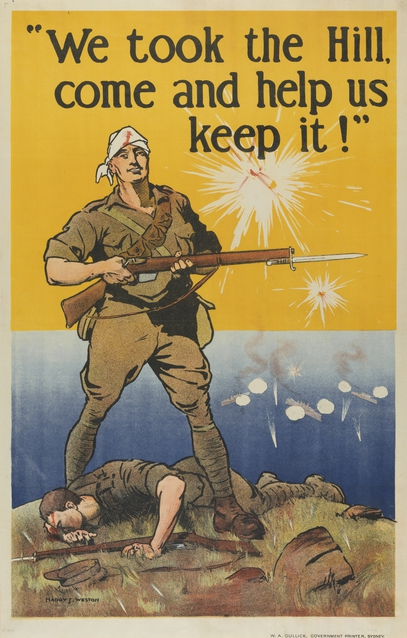
Một tấp áp phích tuyên truyền với dòng chữ : "Chúng ta đã chiếm được ngọn đồi, hãy tới đây giúp chúng ta giữ nó !"

Cuộc tấn công Đồi 60 là cuộc tấn công cuối cùng của quân ANZAC trước khi Đồng Minh triệt thoái khỏi Gallipoli vào tháng 12 năm 1915. Sử gia Chris Coulthard-Clark miêu tả trận đánh "một chuỗi những cuộc tấn công thiếu tổ chức dẫn đến thương vong cao và hỗn loạn ". Mặc dù quân Đồng Minh không chiếm được đỉnh đồi, theo tác giả Brad Manera, cuộc tấn công cũng giúp mở ra sự liên kết giữa bãi đổ bộ Anzac và Suvla như dự tính. Quân Đồng Minh chịu thương vong 1.100 người, trong đó riêng Tiểu đoàn 18 Úc mất 2/3 quân số chỉ sau chưa đầy hai tuần.
Trong tháng 11, công binh New Zealand đặt mìn Đồi 60 tạo ra một miệng hố ở đỉnh đồi nhưng quân Đồng Minh đã không lợi dụng điều này. Quân Thổ sau đó cũng đặt mìn vị trí quân Đồng Minh. Đêm 19-20 tháng 12, toàn bộ lính Đồng Minh triệt thoái khỏi Gallipoli.